# Hoyos en la bolsa
Hoyos en la bolsa es el décimo álbum de estudio de la banda mexicana de rock y blues El Tri y fue publicado en formato de casete y disco compacto por la disquera WEA Latina en el año de 1996.
Este disco se compone de once canciones y fue grabado en 1995 en los estudios Indigo Ranch, ubicados en la ciudad de Malibú, California, Estados Unidos.
La banda decidió nombrar al álbum de ese título debido a los problemas económicos que padecía México en la década de 1990.

## Lista de canciones

### Formato de casete

#### Lado A
| Side one |                            |                          |          |  |
| N.º      | Título                     | Escritor(es)             | Duración |  |
| 1.       | «Todo sea por el rocanrol» | Álex Lora                | 4:48     |  |
| 2.       | «Pamela»                   | Lora / Óscar Zárate      | 4:41     |  |
| 3.       | «Perdónanos la deuda»      | Álex Lora                | 3:59     |  |
| 4.       | «La caja idiota»           | Álex Lora                | 2:48     |  |
| 5.       | «El fantasma»              | Álex Lora                | 3:42     |  |
| 6.       | «El enmascarado de látex»  | Lora / Francisco Barrios | 4:13     |  |

#### Lado B
| Side one |                       |                             |          |  |
| N.º      | Título                | Escritor(es)                | Duración |  |
| 7.       | «Ruta 100»            | Jorge García / Adrián Núñez | 3:52     |  |
| 8.       | «Trabajo pesado»      | Lora / Eduardo Chico        | 3:26     |  |
| 9.       | «Que regrese Salinas» | Álex Lora                   | 6:08     |  |
| 10.      | «Hoyos en la bolsa»   | Álex Lora                   | 3:37     |  |
| 11.      | «El canal»            | Álex Lora                   | 5:51     |  |

### Formato de disco compacto
| Side one |                            |                |          |  |
| N.º      | Título                     | Escritor(es)   | Duración |  |
| 1.       | «Todo sea por el rocanrol» | Álex Lora      | 4:48     |  |
| 2.       | «Pamela»                   | Lora / Zárate  | 4:41     |  |
| 3.       | «Perdónanos la deuda»      | Álex Lora      | 3:59     |  |
| 4.       | «La caja idiota»           | Álex Lora      | 2:48     |  |
| 5.       | «El fantasma»              | Álex Lora      | 3:42     |  |
| 6.       | «El enmascarado de látex»  | Lora / Barrios | 4:13     |  |
| 7.       | «Ruta 100»                 | García / Núñez | 3:52     |  |
| 8.       | «Trabajo pesado»           | Lora / Chico   | 3:26     |  |
| 9.       | «Que regrese Salinas»      | Álex Lora      | 6:08     |  |
| 10.      | «Hoyos en la bolsa»        | Álex Lora      | 3:37     |  |
| 11.      | «El canal»                 | Álex Lora      | 5:51     |  |

## Créditos

### El Tri
- Álex Lora — voz principal y guitarra
- Rafael Salgado — armónica
- Eduardo Chico — guitarra
- Óscar Zárate — guitarra
- Rubén Soriano — bajo
- Pedro Martínez — batería y coros
- Chela Lora — coros

### Músicos invitados
- Felipe Souza — guitarra
- Pappo — guitarra
- Zbigniew Paleta — violín
- Eduardo Toral — piano
- Chuck Johnson — percusiones

### Personal técnico
- Álex Lora — productor y mezclador
- Richard Kaplan — ingeniero de audio y mezclador
- Felipe Souza — mezclador
- Chuck Johnson — mezclador, asistente de mezclador
- Jorge Romero — director de arte, diseño y fotografía
- Román Martínez — director de arte y diseño